# Desa Barurejo (administrativ by i Indonesien, lat -8,46, long 114,05)
Desa Barurejo är en administrativ by i Indonesien.   Den ligger i provinsen Jawa Timur, i den sydvästra delen av landet, 800 km öster om huvudstaden Jakarta.